# Lista de nomes científicos referenciando celebridades
- Aegrotocatellus jaggeri — Mick Jagger[1]
- Aesopichthys — Esopo[1]
- Ablerus longfellowi — Henry Wadsworth Longfellow[1]
- Agaporomorphus colberti — Stephen Colbert[2]
- Agathidium bushi — George W. Bush
- Axgunnertilium Roses - W. Axl Rose
- Agathidium cheneyi — Dick Cheney
- Agathidium rumsfeldi — Donald Rumsfeld
- Agra katewinsletae — Kate Winslet
- Agra liv — Liv Tyler
- Agra schwarzeneggeri — Arnold Schwarzenegger[3]
- Albunea groeningi — Matt Groening[1]
- Aligheria — Dante Aligheri[1]
- Amaurotoma zappa — Frank Zappa
- Anomphalus jaggerius — Mick Jagger
- Anophthalmus hitleri — Adolf Hitler[4]
- Aptostichus stephencolberti - Stephen Colbert
- Arcticalymene viciousi — Sid Vicious[1]
- Arcticalymene rotteni — Johnny Rotten[1]
- Arcticalymene cooki — Paul Cook[1]
- Arcticalymene matlocki — Glen Matlock[1]
- Arcticalymene jonesi — Steve Jones[5]
- Arthurdactylus conandoylei — Arthur Conan Doyle[1]
- Atheris hetfieldi — James Hetfield[6]
- Attenborosaurus — David Attenborough
- Avahi cleesei — John Cleese
- Avalanchurus simoni — Paul Simon
- Avalanchurus garfunkeli — Art Garfunkel
- Avalanchurus lennoni — John Lennon
- Avalanchurus starri — Ringo Starr
- Baeturia hardyi — Oliver Hardy[1]
- Baeturia laureli — Stan Laurel[1]
- Beethovena — Ludwig van Beethoven[1]
- Bishopina mozarti — Wolfgang Amadeus Mozart[1]
- Bufonaria borisbeckeri — Boris Becker[1]
- Buddhaites — Buda
- Caloplaca obamae — Barack Obama[7]
- Calponia harrisonfordi — Harrison Ford
- Campsicnemius charliechaplini — Charlie Chaplin[1][8]
- Carlyleia — Thomas Carlyle[1]
- Cirolana mercuryi — Freddie Mercury
- Cleopatrodon — Cleópatra
- Cryptocercus garciai — Jerry Garcia
- Dalailama — Dalai Lama
- Dermophis donaldtrumpi - Donald Trump[9]
- Draculoides bramstokeri — Bram Stoker[1]
- Emersonella — Ralph Waldo Emerson[1]
- Eristalis alleni — Paul Allen
- Eristalis gatesi — Bill Gates
- Fernandocrambus chopinellus — Frédéric Chopin[1]
- Funkotriplogynium iagobadius — James Brown
- Garylarsonus — Gary Larson[1]
- Gnathia beethoveni — Ludwig van Beethoven[1]
- Goethaeana — Johann Wolfgang von Goethe[1]
- Goethaeana shakespearei — Johann Wolfgang von Goethe e William Shakespeare[1]
- Hyla stingi — Sting
- Idiomacromerus longfellowi — Henry Wadsworth Longfellow[1]
- Keatsia — John Keats[1]
- Mackenziurus johnnyi — Johnny Ramone
- Mackenziurus joeyi — Joey Ramone
- Mackenziurus deedeei — Dee Dee Ramone
- Mackenziurus ceejayi — C. J. Ramone
- Masiakasaurus knopfleri — Mark Knopfler
- Mastophora dizzydeani — Dizzy Dean[1]
- Marxella — Karl Marx
- Mesoparapylocheles michaeljacksoni - Michael Jackson
- Microchilo elgrecoi — El Greco[1]
- Microchilo murilloi — Bartolomé Esteban Murillo[1]
- Milesdavis — Miles Davis
- Myrmekiaphila neilyoungi — Neil Young
- Neopalpa donaldtrumpi — Donald Trump
- Norasaphus monroeae — Marilyn Monroe
- Orectochilus orbisonorum — Roy Orbison e sua viúva Barbara Orbison
- Orontobia dalailama — Dalai Lama
- Orsonwelles — Orson Welles.
- Pachygnatha zappa — Frank Zappa
- Papasula abbotti costelloi — Lou Costello[10][11]
- Perirehaedulus richardsi — Keith Richards
- Petula (tineid genus) — Petula Clark[1]
- Pheidole harrisonfordi — Harrison Ford
- Phialella zappai — Frank Zappa
- Podocyrtis goetheana — Johann Wolfgang von Goethe[1]
- Preseucoila imallshookupis — Elvis Presley
- Pristimantis attenboroughi —  David Attenborough[12]
- Psephophorus terrypratchetti — Terry Pratchett[1]
- Raphaelana — Raphael[1]
- Richteria — Jean Richter[1]
- Rostropria garbo — Greta Garbo
- Salinoctomys loschalchalerosorum — Los Chalchaleros[1]
- Sappho — Safo[1]
- Serendipaceratops arthurcclarkei — Arthur C. Clarke[1]
- Serratoterga garylarsoni — Gary Larson[1]
- Shakespearia — William Shakespeare[1]
- Slashergenius drugs - Slash
- Stasimopus mandelai - Nelson Mandela
- Strigiphilus garylarsoni — Gary Larson[1]
- Struszia mccartneyi — Paul McCartney
- Sylvilagus palustris hefneri — Hugh Hefner (Sylvilagus é um gênereo de coelhos.)
- Thoreauia — Henry David Thoreau[1]
- Xanthosomnium froesei — Edgar Froese
- Zaglossus attenboroughi — David Attenborough
- Zappa — Frank Zappa[1][13]